# باشگاه فوتبال ساوت شیلدز
باشگاه فوتبال ساوت شیلدز (به انگلیسی: South Shields Football Club) یک باشگاه فوتبال در شهر ساوت شیلدز، کشور انگلستان است که در سال ۱۹۷۴ میلادی تأسیس شده‌است.